# 19 Brygada Artylerii (II RP)
19 Brygada Artylerii (19 BA) – brygada artylerii Wojska Polskiego II RP.
1 Litewsko-Białoruska Brygada Artylerii była organiczną jednostką artylerii 1 Dywizji Litewsko-Białoruskiej. W 1920 przemianowana została na 19 Brygadę Artylerii 19 Dywizji Piechoty.
Na dzień 1 maja 1920 dysponowała 22 działami polowymi.

## Organizacja wojenna
- dowództwo I Litewsko-Białoruskiej Brygady Artylerii
- 1 pułk artylerii polowej Litewsko-Białoruskiej (19 pułk artylerii polowej)

## Dowódcy brygady
- płk Jan Aleksander Orłowski[a](od 20 XII 1919[2].